# گنت ۹۴۷۳
سیارک ۹۴۷۳ (به انگلیسی: 9473 Ghent، نامگذاری:1998OO14) نه هزار و چهارصد و هفتاد و سومین سیارک کشف شده‌است که در ۲۶ ژوئیه ۱۹۹۸ کشف شد.
قدر مطلق سیارک برابر ۱۴٫۳۰ است.